# Трогон ошатноперий
Трогон ошатноперий (Trogon elegans) — вид птахів родини трогонових (Trogonidae).

## Поширення
Вид поширений в Північній Америці від Коста-Рики на північ до південних штатів США (Аризона, Нью-Мексико). Його природним середовищем існування є субтропічні або тропічні сухі ліси, низинні та гірські тропічні ліси, чагарники та плантації.

## Опис
Птах завдовжки 28-30 см, вагою 65-67 г. Самець має темно-зелені голову, верхню частину грудей і спину. Обличчя, горло і груди чорні. Нижня частина грудей і живіт червоно-помаранчеві. Крила зверху сірі. Самиця має металеве бронзове оперення. Верхня частина живота біла, а за оком — невелика вертикальна біла смужка. Обидві статі мають жовтий дзьоб, а нижня сторона хвоста біла з чорними горизонтальними смугами.

## Підвиди
Виділяють п'ять підвидів:
- T. e. ambiguus Gould, 1835
- T. e. canescens Van Rossem, 1934
- T. e. elegans Gould, 1834
- T. e. goldmani Nelson, 1898
- T. e. lubricus J. L. Peters, 1945